# San Gregorio Magno (Italie)
Pour les articles homonymes, voir San Gregorio Magno, San Gregorio et Magno.
San Gregorio Magno est une commune italienne de la province de Salerne, dans la région Campanie.

## Géographie
L'altitude de la ville varie entre environ 420 et 560 mètres. Elle est dominée par des hauteurs variant entre 800 et 1 200 mètres.
Elle se trouve à environ 36 km à l'est de Battipaglia, et 34 km à l'ouest de Potenza.

## Histoire
Florissante à l'époque romaine, la fondation de la ville est peut-être plus ancienne, pour preuves l'existence de caves datant d'environ 1 500 ans av.J.-C. (et toujours utilisées de nos jours).
La cité se trouvait au bord d'un lac, qui fut asséché au XIXe siècle.
Elle fut abandonnée lors des invasions barbares, et reprit vie plus tard avec l'installation de moines bénédictins et la création d'une ferme.
San Gregorio Magno est de nouveau considérée comme ville au XIVe siècle.

## Administration
| Période                                  | Période  | Identité        | Étiquette   | Qualité |
| ---------------------------------------- | -------- | --------------- | ----------- | ------- |
| 5 avril 2005                             | En cours | Gerardo Malpede | Solidarietà |         |
| Les données manquantes sont à compléter. |          |                 |             |         |

### Communes limitrophes
Buccino, Colliano, Muro Lucano, Ricigliano, Romagnano al Monte.